# Västra Ingelstads socken
Västra Ingelstads socken i Skåne ingick i Oxie härad, ingår sedan 1974 i Vellinge kommun och motsvarar från 2016 Västra Ingelstads distrikt.
Socknens areal är 11,07 kvadratkilometer varav 10,73 land. År 2000 fanns här 925 invånare. Slottsruinen Månstorps gavlar samt tätorten Västra Ingelstad med sockenkyrkan Västra Ingelstads kyrka ligger i socknen. 

## Administrativ historik
Socknen har medeltida ursprung. Före den 1 januari 1886 (ändring enligt beslut den 17 april 1885) var namnet Ingelstads socken.
Vid kommunreformen 1862 övergick socknens ansvar för de kyrkliga frågorna till Ingelstads församling och för de borgerliga frågorna bildades Ingelstads landskommun. Landskommunen uppgick 1952 i Månstorps landskommun som upplöstes 1974 då denna del uppgick i Vellinge kommun. Församlingen uppgick 2002 i Vellinge-Månstorps församling.
1 januari 2016 inrättades distriktet Västra Ingelstad, med samma omfattning som församlingen hade 1999/2000.  
Socknen har tillhört län, fögderier, tingslag och domsagor enligt vad som beskrivs i artikeln Oxie härad. De indelta soldaterna tillhörde Södra skånska infanteriregementet,  Skytts kompani och Skånska husarregementet, Arrie skvadron, Månstorps kompani.

## Geografi
Västra Ingelstads socken ligger norr om Trelleborg. Socknen är i väster odlad slättbygd på Söderslätt som i öster övergår i en småkuperad odlingsbygd.

## Fornlämningar
Boplatser från stenåldern är funna. Från bronsåldern finns en tre gravhögar.

## Namnet
Namnet skrevs 1356 Ingildstad och kommer från kyrkbyn. Efterleden innehåller sta(d), 'plats, ställe'. Förleden innehåller mansnamnet Ingiald..